# Лозенградци (село)
Ло̀зенградци е село в Южна България. То се намира в община Кирково, област Кърджали. Населението му е около 151 души (15 март 2024).

## География
Село Лозенградци се намира в планински район. Разположено е на 560 метра надморска височина в Източните Родопи, на 3,5 километра северозападно от границата с Гърция и на 25 километра южно от Момчилград.
Селото е разположено край Републикански път I-5. В землището на Лозенградци, на 4 километра югоизточно от селото, се намира ГКПП Маказа - Нимфея.

## История
До 1934 година селото се нарича Каракаш.

## Население
Преброяване на населението през 2024 г.
Численост и дял на етническите групи според преброяването на населението през 15 март 2024г.
|                     | Численост | Дял (в %) |
| Общо                | 151       | 100,00    |
| Българи             | 130       | 86,66     |
| Турци               | 0         | 0,00      |
| Цигани              | 0         | 0,00      |
| Други               | 0         | 0,00      |
| Не се самоопределят | 0         | 0,00      |
| Неотговорили        | 21        | 13,44     |